# Caetano da Costa Alegre
Caetano da Costa Alegre (26 d'abril de 1864-† 18 d'abril de 1890) va ser un poeta en portuguès, nascut en el si d'una família criolla de Cap Verd, en la colònia portuguesa de São Tomé.
En 1882 es trasllada a Portugal, i va estudiar a una escola de medicina en Lisboa, per a graduar-se com a metge naval, però morí de tuberculosi abans de poder complir el seu objectiu.
El 1916, el seu amic periodista Cruz Magalhãez va publicar la poesia escrita per Costa Alegre durant els vuit anys que va viure a Portugal. L'obra, escrita en l'estil romàntic popular de l'època, va ser un èxit immediat per la forma en què celebra els seus orígens africans, l'expressió de nostàlgia de la llar a São Tomé, i la descripció del sentiment d'alienació que comporta la seva raça. Costa Alegre expressa la seva tristesa després de ser rebutjat per una dona blanca a causa del color de la seva pell, en un dels primers intents d'un poeta africà de bregar amb els assumptes racials.
Encara que d'estil diferent a l'europeu, els temes de l'obra de Costa Alegre ho converteixen en un precursor per als escriptors i poetes africans posteriors, que van tractar el tema racial, l'alienació, els records nostàlgics del passat (en aquest cas, les seves reminiscències de São Tomé). Hom pot trobar col·laboracions seves a A imprensa (1885-1891) i A Leitura (1894-1896).